# Остерхауз, Питер
Питер Джозеф Остерхауз (англ. Peter Joseph Osterhaus; 4 января 1823, Кобленц — 2 января 1917, Дуйсбург) — американский генерал немецкого происхождения, участник Гражданской войны на стороне Севера. В конце жизни служил дипломатом во Франции. В последние годы жизни был последним живым участником гражданской войны в звании генерал-майора.

## Ранние годы
Остархауз окончил Берлинскую военную академию и прослужил некоторое время в армии Пруссии в звании второго лейтенанта. В 1848 году он принял участие во революции 1848 года, после подавления которой был вынужден эмигрировать. Остерхауз переехал в США и поселился в Сент-Луисе.

## Гражданская война
После начала гражданской войны Остархауз вступил рядовым в армию Союза и скоро стал майором во 2-м миссурийском волонтерском полку. Первый год войны прослужил в Миссури и Арканзасе, где участвовал в сражениях при Уилсонс-Крик (10 августа), где командовал стрелковым батальоном. После сражения Джон Фримонт повысил его до полковника и поручил ему сформировать полк, ставший впоследствии 12-м миссурийским волонтерским полком. Он тренировал полк около месяца, после чего ему сразу поручили бригаду и в начале марта 1862 года он командовал ей в сражении при Пи-Ридж. В этом сражении он командовал отрядами, которые первые вступили в бой с противником, атаковавшим левый фланг федеральной армии. 9 июня 1862 года он стал бригадным генералом. В 1863 году он уже командовал дивизией в сражении при Порт-Гибсон.
Он продолжил командовать дивизией во время Виксбергской кампании, участвовал в сражениях при Чемпион-Хилл и при Блэк-Ривер-Бридж, где был легко ранен. Именно его дивизия провела первую, неудачную атаку укреплений Виксберга. Позже его дивизия действовала против Джонатана Джонстона, пытающегося деблокировать Виксберг.
После падения Виксберга дивизия Остерхауза была переведена в Теннесси. Под Чаттанугой он помогал Джозефу Хукеру штурмовать Лукаут-Маунтен. Затем он участвовал в битве за Атланту, однако был вынужден взять отпуск по болезни и пропустил Сражение за Атланту. Он успел вернуться в армию как раз к началу сражения при Джонсборо. После падения Атланты он стал командиром XV корпуса и участвовал в марше Шермана к морю. В марте 1865 года Остерхауз стал начальником штаба при Эдварде Кэнби (командира Военного ведомства западной Миссисипи), который не имел серьезного военного опыта. Когда капитулировала армия юга на трансмиссисипском театре, Остерхауз был послан к командиру южан, Эдмунду Кирби Смиту в качестве представителя от генерала Кэнди, и лично подписал документы о капитуляции.
Остерхауз уволился из армии 16 января 1866 года и в тот же год был назначен на должность консула США во французском Лионе. Впоследствии он переместился в Германию, в город Дуйсбург. Он ушел в отставку в 1905 году, и к 1915 являлся самым старым пенсионером в армейских списках. Остерхауз умер в Дуйсбурге. Похоронен на Главном кладбище Кобленца. Могила его не сохранилась.

## Семья
У Остерхауза было две жены. Первая, Сибилла Матильда Борн умерла в 1863 году, оставив пять детей. Через год Остерхауз женился на её сестре Эмме Амалии Борн, от брака с которой родились еще четверо.
Одним из его сыновей был Хью Остерхауз (1851—1927) американский адмирал и участник I мировой войны.